# Vincenzo Ottorino Gentiloni
Vincenzo Ottorino Gentiloni (Filottrano, 13 ottobre 1865 – Roma, 2 agosto 1916) è stato un politico italiano, eponimo del Patto Gentiloni con i liberali di Giovanni Giolitti che segna l'ingresso ufficiale dei cattolici nell'attività politica del Regno d'Italia.

## Biografia

### Cattolico impegnato nel sociale
Il conte del Sacro Romano Impero Vincenzo Ottorino Gentiloni fu dirigente dell'Azione Cattolica, presidente dell'Unione cattolica romana e del Comitato regionale marchigiano. Nel luglio del 1909 ebbe da papa Pio X la direzione dell'Unione Elettorale Cattolica Italiana, della quale mantenne la guida fino a poco prima della scomparsa.
L'Unione Elettorale era succeduta all'Opera dei Congressi, sciolta da Pio X il 28 luglio 1904 a causa dei perduranti contrasti tra "intransigenti" (contrari a qualsiasi accordo con lo Stato unitario - il Regno d'Italia - che aveva occupato ed estromesso lo Stato Pontificio) e "transigenti" (ovvero i fautori di un accordo con i liberali risorgimentali). Il conte Gentiloni era schierato con i transigenti: egli, infatti, sosteneva la monarchia ed il governo contro l'avanzata socialista, marxista e anarchica volta non solo verso di essi, ma anche verso tutta o buona parte del patrimonio di valori tradizionali del mondo cattolico. 
La nomina di Gentiloni alla direzione dell'Unione Elettorale nel 1909 giungeva poco dopo la condanna da parte del papa delle sessantacinque proposizioni moderniste contenuta nel decreto Lamentabili sane exitu del 3 luglio 1907, e dopo la scomunica del modernismo stesso, additato a sintesi di tutte le eresie, contenuta nell'enciclica Pascendi Dominici gregis dell'8 settembre successivo.

### Il Patto e il Partito Liberale filocattolico
Nel 1912, nonostante non fosse ancora stato revocato il non expedit decretato dal papa Pio IX, Gentiloni, nella sua funzione di massimo responsabile dell'UECI, concluse con Giovanni Giolitti l'accordo che andrà sotto il nome, appunto, di Patto Gentiloni, basato su tre direttrici fondamentali:
1. il finanziamento alle scuole private (prevalentemente cattoliche);
2. l'impegno a non permettere l'introduzione del divorzio in Italia;
3. la giurisdizione separata per il clero.

Nello spirito del Patto, Gentiloni e Giolitti diedero vita all'Unione Liberale del periodo immediatamente precedente alla prima guerra mondiale, al quale s'ispireranno, dopo la seconda guerra mondiale, i fondatori del Partito Liberale Italiano.
Nel Partito Liberale, fondato nel 1912, venivano perciò a confluire il filone risorgimentale più istituzionale, legato alla tradizione della destra storica, e il filone cattolico largamente maggioritario nel Paese, anche se fino ad allora sostanzialmente escluso dalla partecipazione ufficiale alla legislazione e all'amministrazione dello Stato. Tale partito nell'epoca prefascista ebbe quindi un orientamento monarchico, cattolico e tradizionalista.
Nelle Elezioni politiche italiane del 1913 - le prime della storia italiana a suffragio universale maschile - il PL ottenne uno schiacciante successo. Favorendo l'elezione di quei candidati che si fossero impegnati a rispettare i tre punti del Patto Gentiloni, l'azione del conte ribaltò di colpo la sudditanza politica del cattolicesimo in Italia prodottasi dopo l'unificazione nazionale.

### Incarichi pontifici
Fu uno dei cinque camerieri d'onore di spada e cappa di numero, apparteneva alla Congregazione dei Sacconi ed era governatore del Sacramento e di Maria Santissima del Carmine in Trastevere.

### Morte
Allo scoppio della prima guerra mondiale, il conte Gentiloni si arruolò nell'esercito come ufficiale di artiglieria. Tornato a casa per un congedo, si ammalò di febbre infettiva (probabilmente tifo) e, dopo 15 giorni, morì a Roma, appena cinquantenne.